# تیموثی گاورز
تیموثی گاورز (به انگلیسی Timothy Gowers; زاده ۲۰ نوامبر ۱۹۶۳) ریاضی‌دان بریتانیایی است. او عضو انجمن سلطنتی و استاد دانشکده ریاضی دانشگاه کمبریج است. او در سال ۱۹۹۸ به دلیل تحقیقاتش در زمینه آنالیز تابعی و ترکیبیات برنده جایزه فیلدز شد.

## افتخارات
گاورز در سال ۱۹۸۱ برنده مدال طلای المپیاد ریاضی شد. وی در سال ۱۹۹۶، جایزه ریاضی انجمن ریاضی اروپا را دریافت کرد و همچنین در سال ۱۹۹۸ به خاطر تحقیقاتش در زمینه آنالیز تابعی و ترکیبیات برنده جایزه فیلدز شد. او در سال ۱۹۹۹ به عضویت انجمن سلطنتی در آمد و در سال ۲۰۱۲ به خاطر خدمات‌اش به ریاضیات نشان شوالیه را از سوی ملکه بریتانیا دریافت کرد.

## کارهای علمی
کارهای ابتدایی گاورز در مورد فضاهای باناخ بود. او با استفاده از ابزارهای ترکیبیاتی چند حدس استفان باناخ را ثابت کرد. به طور خاص او یک فضای باناخ یافت که هیچ تقارنی ندارد و برای چند حدس دیگر باناخ مثال نقض پیدا کرد.
پس از این گاورز به ترکیبیات و نظریه اعداد ترکیبیاتی روی آورد. او در سال ۱۹۹۸ با کران‌های جدیدی قضیه زمردی را ثابت کرد و نشان داد که هر {\displaystyle A\subset \{1,\dots ,N\}} که تصاعد حسابی به طول k نداشته باشد، حداکثر {\displaystyle O(N(\log \log N)^{-c_{k}})} عضو دارد که {\displaystyle c_{k}} یک عدد حقیقی مثبت است. یکی از عناصر کلیدی اثبات او ابزاری به اسم قضیه بلوگ-زمردی-گاورز است که کاربردهای فراوانی پیدا در ترکیبیات جمعی دارد. او همچنین نرم یکنواختی گاورز را معرفی کرد که در حساب ترکیبیاتی ابزاری بسیار کاربردی است. این تکنیک بعدها توسط بن گرین و ترنس تائو توسعه داده شد که به اثبات قضیه گرین-تائو منجر شد.
او در سال ۲۰۰۳ معادل لم یکنواختی زمردی را برای ابرگراف‌ها ثابت کرد.
او در سال ۲۰۰۵، مفهوم گروه‌های شبه تصادفی را معرفی کرد.

## عمومی کردن ریاضیات
گاورز چندین کتاب برای عمومی کردن ریاضیات نوشته است. مقدمه‌ای کوتاه بر ریاضیات (که به فارسی نیز ترجمه شده) در مورد تحقیق در ریاضی برای یک خواننده عمومی توضیح می‌دهد. او همچنین در ساخت فیلم اثبات (۲۰۰۵) همکاری داشته است. اخیراً او کتاب مصاحب ریاضی پرینستون (۲۰۰۸) را ویرایش کرد که به اختصار در مورد شاخه‌ها و مفاهیم مختلف ریاضی مدرن بحث می‌کند. او به خاطر کارهایش برای این مصاحب، برنده جایزه کتاب اویلر سال ۲۰۱۱ شد.

## وبلاگ
پس از سؤال کردن در مورد این که آیا کار تحقیقاتی ریاضی به صورت جمعی امکان‌پذیر است او نظر خوانندگان وبلاگ‌اش را در مورد این که مسائل ریاضی را با همکاری هم حل کنند، جویا شد. اولین مسئله آن‌چه پروژه Polymath نام گرفت، Polymath1 نام داشت که هدف آن یافتن یک اثبات ترکیبیاتی برای نسخه چگالی قضیه هیلز–جووت بود. پس از هفت هفته، گاورز در وبلاگ‌اش نوشت که مسئله حل شده است.
در سال ۲۰۰۹ با همکاری الف سیسسک و الکس فرولکین، او از خوانندگان وبلاگ‌اش خواست که در پروژه Tricki مشارکت کنند که هدف آن جمع آوری مجموعه‌ای از روش‌های حل مسئله در ریاضی بود.

## تحریم الزویر
گاورز در سال ۲۰۱۲ در پستی در وبلاگ‌اش فراخوانی برای تحریم الزویر داد. آن پروژه هزینه دانش نام گرفت، که در آن محققان از تعهد می‌کنند که از حمایت از نشریات الزویر دست بردارند. این کارزار از سوی الوک جا در روزنامه گاردین نام بهار آکادمیک به خود گرفت.

## زندگی خصوصی
پدر تیموثی گاورز، پاتریک گاورز آهنگ‌ساز و پدربزرگ پدربزرگ‌اش ویلیام گاورز عصب‌شناس معروف است. او پنج فرزند دارد و پیانو جاز می‌نوازد.

## گزیده‌ای از مقالات
- Gowers, W. T.; Maurey, Bernard (6 May 1992). "The unconditional basic sequence problem". arXiv:math/9205204.
- Gowers, W. T. (2001). "A new proof of Szemerédi's theorem". Geom. Funct. Anal. 11 (3): 465–588. doi:10.1007/s00039-001-0332-9.
- Gowers (2007). "Hypergraph regularity and the multidimensional Szemerédi theorem". arXiv:0710.3032v1 [math.CO].
- Gowers, W. T. (2007). "Hypergraph regularity and the multidimensional Szemerédi theorem". Ann. Of Math. 166 (3): 897–946. doi:10.4007/annals.2007.166.897.
- Gowers, Timothy, ed. (2008). The Princeton Companion to Mathematics. Princeton University Press. ISBN 978-0-691-11880-2.